# Allopetalia reticulosa
Allopetalia reticulosa е вид водно конче от семейство Aeshnidae. Видът е почти застрашен от изчезване.

## Разпространение
Разпространен е в Чили (Атакама, Валпараисо и Кокимбо).